# Stob Ghabhar
Stob Ghabhar är ett berg i Storbritannien.   Det ligger i kommunen Argyll and Bute och riksdelen Skottland, i den nordvästra delen av landet, 600 km nordväst om huvudstaden London. Toppen på Stob Ghabhar är 1 090 meter över havet, eller 391 meter över den omgivande terrängen. Bredden vid basen är 5,8 km.
Terrängen runt Stob Ghabhar är huvudsakligen kuperad, men västerut är den bergig.Runt Stob Ghabhar är det mycket glesbefolkat, med 2 invånare per kvadratkilometer. Närmaste större samhälle är Kinlochleven, 16,9 km norr om Stob Ghabhar. Trakten runt Stob Ghabhar består i huvudsak av gräsmarker.